# Tulasnellaceae
Tulasnellaceae är en familj av svampar. Enligt Catalogue of Life ingår Tulasnellaceae i ordningen Cantharellales, klassen Agaricomycetes, divisionen basidiesvampar och riket svampar, men enligt Dyntaxa är tillhörigheten istället ordningen Tulasnellales, klassen Tremellomycetes, divisionen basidiesvampar och riket svampar.
|                | Hydnaceae                                                                                    |
|                |                                                                                              |
|                | Clavulinaceae                                                                                |
|                |                                                                                              |
|                | Botryobasidiaceae                                                                            |
|                |                                                                                              |
|                | Aphelariaceae                                                                                |
|                |                                                                                              |
|                | Ceratobasidiaceae                                                                            |
|                |                                                                                              |
|                | Cantharellaceae                                                                              |
|                |                                                                                              |
| Tulasnellaceae | \| \| Tulasnella \| \| \| \| \| \| Epulorhiza \| \| \| \| \| \| Pseudotulasnella \| \| \| \| |
|                | \| \| Tulasnella \| \| \| \| \| \| Epulorhiza \| \| \| \| \| \| Pseudotulasnella \| \| \| \| |
|                | Minimedusa                                                                                   |
|                |                                                                                              |
|                | Burgella                                                                                     |
|                |                                                                                              |
|                | Radulochaete                                                                                 |
|                |                                                                                              |
|                | Odontiochaete                                                                                |
|                |                                                                                              |
|                | Stilbotulasnella                                                                             |
|                |                                                                                              |
|                | Tulasnella                                                                                   |
|                |                                                                                              |
|                | Epulorhiza                                                                                   |
|                |                                                                                              |
|                | Pseudotulasnella                                                                             |
|                |                                                                                              |

|  | Tulasnella       |
|  |                  |
|  | Epulorhiza       |
|  |                  |
|  | Pseudotulasnella |
|  |                  |

## Källor

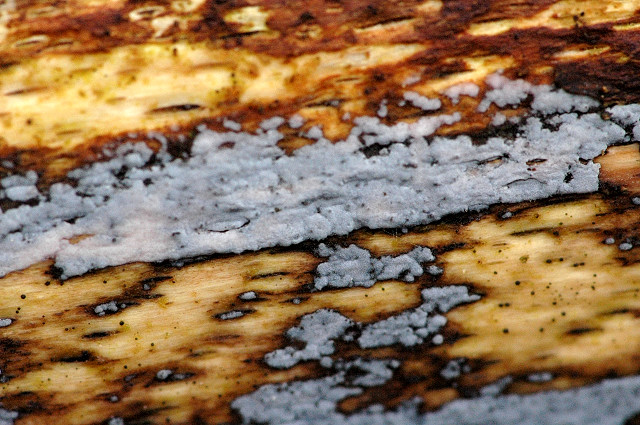
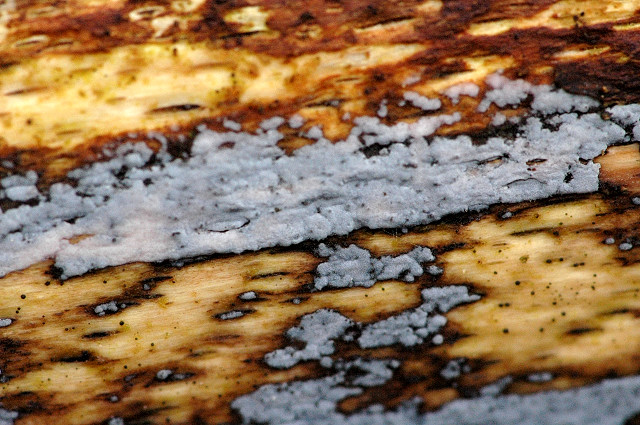
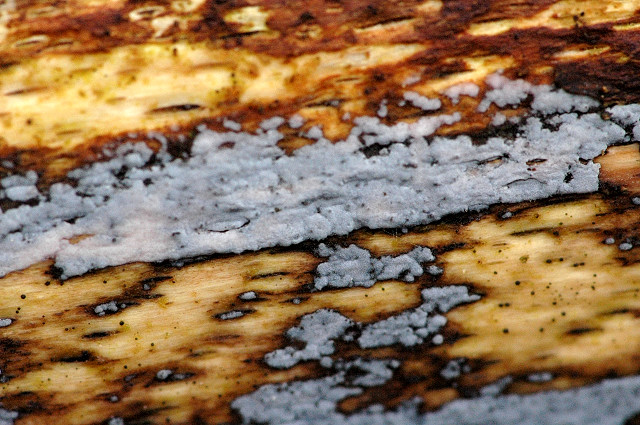
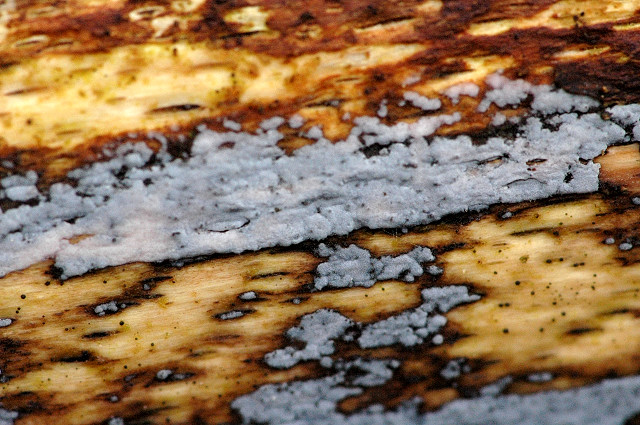
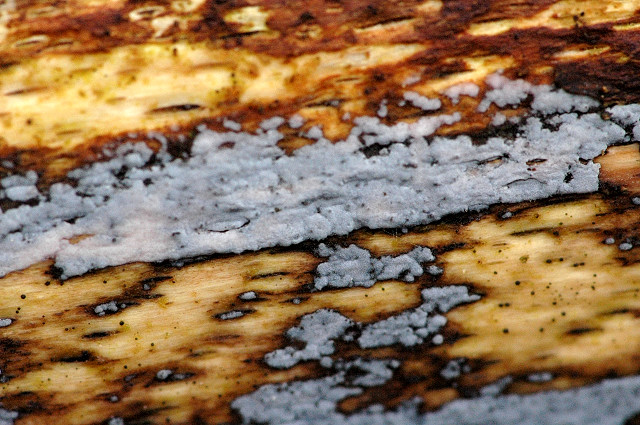
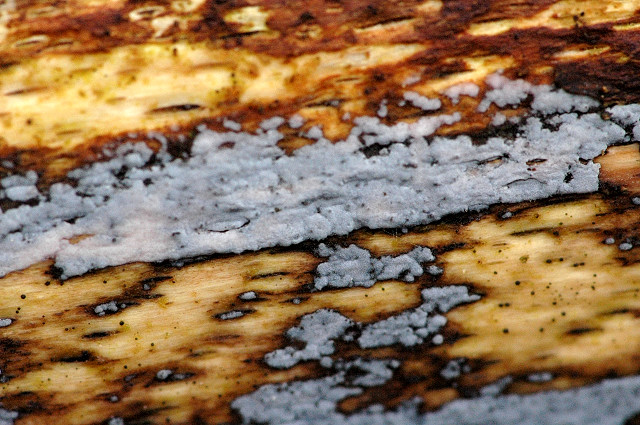
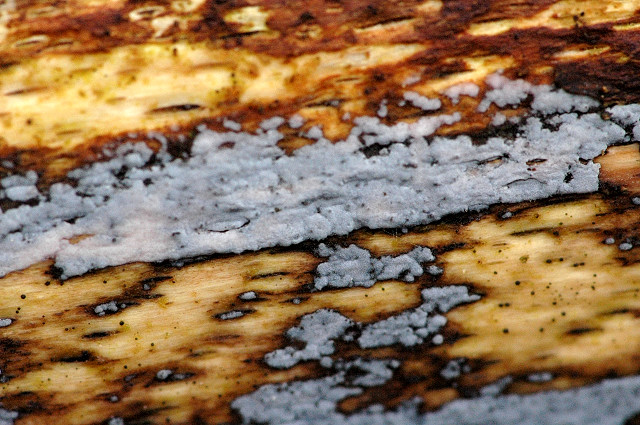
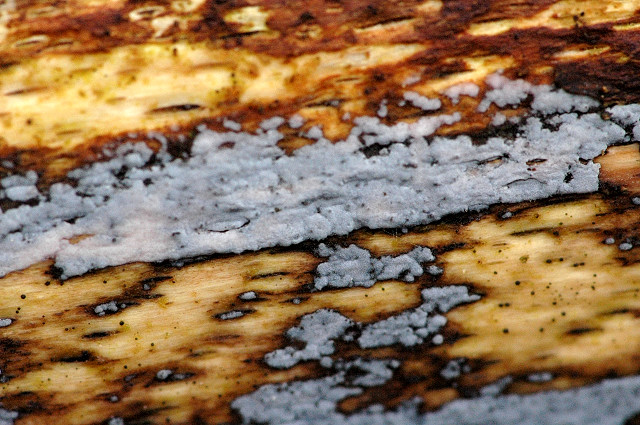